# 大城駿斗
大城 駿斗（おおしろ はやと、1998年1月31日 - ）は、沖縄県那覇市出身の元プロ野球選手（外野手）。

## 経歴
小学2年生まではサッカー好きだったが、3年生のころから野球を始める。高校は沖縄県有数の公立進学校である那覇国際高校に在籍し、野球部では主将としてプレー。
一般入試で筑波大学に合格し、沖縄を離れる。恵まれた体格から入学当初より強打者として期待される。しかし、練習では調子がいいものの、紅白戦などの実戦形式になると全く打てず、ベンチ入りすることもなかなかできなかった。4年生秋頃から紅白戦で結果を残し始め、2019年10月21日、首都大学野球連盟秋季リーグ戦の対東海大戦で代打として起用され、初めて公式戦出場を経験した。公式戦初出場前の同月2日にプロ野球志望届を提出したが、ドラフトにかかることはなかった。
大学卒業後は大学院進学も視野に入れていたが、大学同期の加藤徹に誘われ、大城の地元である沖縄初のプロ野球チームとして翌年度より始動予定だった琉球ブルーオーシャンズのトライアウトを受験。加藤とともに合格し、琉球に入団することとなった沖縄県出身選手のひとりとなった。
琉球でも左のスラッガー候補として首脳陣から期待され、球団初の練習試合から5番・一塁手としてスタメン起用された。琉球のオープニングゲームとなった対読売ジャイアンツ三軍戦（沖縄セルラースタジアム那覇）でも8番・スタメン出場を果たし、3回に池田駿からチーム初ヒットとなる左中間への二塁打を放った。その後は4番に固定され、同年のドラフト直前に組まれたスポーツニッポンの特集記事では、「ドラフトに名前が挙がってほしい選手」のうちの一人として監督の清水直行より大城の名前も挙げられた。2021年はチームの主将を務め、38試合に出場して打率.279、1本塁打、12打点、OPS.767の成績を挙げた。同年9月末日をもって契約満了により、琉球を自由契約となった。
2022年からは地元の社会人野球チームの沖縄電力に入社し、プレーを継続する。同年冬にはジャパン・ウインター・リーグに参加した。2024年2月10日、この年の初実戦として春季キャンプ中の中日ドラゴンズとの練習試合に出場し、同試合の初打席で仲地礼亜から満塁本塁打を打った。

## 選手としての特徴・人物
練習では柳田悠岐（ソフトバンク）ばりのフルスイングから、長打性の当たりを連発する。
兄弟は高校卒業後に就職している中、唯一大学へ進学した。大学でも野球を続けさせてくれたことに対して、両親へ感謝の言葉を述べている。大学4年生のころから徐々に打てる感覚を掴み始めたと語り、まだ野球を諦められない気持ちが残っていたという。

## 詳細情報

### 背番号
- 33（2020年 - 2021年）